# Politik och brott
Politik och brott är en svensk dramafilm från 1916 i regi av Fritz Magnussen. 

## Om filmen
Filmen har inte censurgranskats i Sverige, den var producerad för exportmarknaden. Den premiärvisades på biograf Apollo i Helsingfors 8 juli 1918. Filmen spelades in vid Svenska Biografteaterns ateljé på Lidingö av Henrik Jaenzon. 

## Rollista (i urval)
- Nicolay Johannsen – William Thompson, redaktör
- Alfred Lundberg – von Wieten, guvernör
- Ella Stray – Ilka von Wieten, hans dotter
- Albin Lavén – Geisinger, kassör
- Bertil Junggren – Archie Stern, detektiv